# Krymgiriejewskoje
Krymgiriejewskoje (ros. Крымгиреевское) – wieś w Rosji, w Kraju Stawropolskim, w rejonie andropowskim. W 2010 liczyła 1976 mieszkańców.